# Milaan-San Remo 2021
De 112e editie van de wielerwedstrijd Milaan-San Remo werd verreden op 20 maart. De wedstrijd maakte deel uit van de UCI World Tour 2021. TItelverdediger was de Belg Wout van Aert; hij werd opgevolgd door zijn landgenoot Jasper Stuyven.

## Uitslag
| Plaats  | Naam                  | Ploeg                 | Tijd     |
| ------- | --------------------- | --------------------- | -------- |
| Winnaar | Jasper Stuyven        | Trek-Segafredo        | 6u38'06" |
| 2       | Caleb Ewan            | Lotto Soudal          | z.t.     |
| 3       | Wout van Aert         | Team Jumbo-Visma      | z.t.     |
| 4       | Peter Sagan           | BORA-hansgrohe        | z.t.     |
| 5       | Mathieu van der Poel  | Alpecin-Fenix         | z.t.     |
| 6       | Michael Matthews      | Team BikeExchange     | z.t.     |
| 7       | Alex Aranburu         | Astana-Premier Tech   | z.t.     |
| 8       | Sonny Colbrelli       | Bahrain-Victorious    | z.t.     |
| 9       | Søren Kragh Andersen  | Team DSM              | z.t.     |
| 10      | Anthony Turgis        | Total Direct Energie  | z.t.     |
| 11      | Matej Mohorič         | Bahrain-Victorious    | z.t.     |
| 12      | Matteo Trentin        | UAE Team Emirates     | z.t.     |
| 13      | Greg Van Avermaet     | AG2R-Citroën          | z.t.     |
| 14      | Maximilian Schachmann | BORA-hansgrohe        | z.t.     |
| 15      | Tom Pidcock           | INEOS Grenadiers      | z.t.     |
| 16      | Julian Alaphilippe    | Deceuninck–Quick-Step | z.t.     |
| 17      | Michał Kwiatkowski    | INEOS Grenadiers      | z.t.     |
| 18      | Giacomo Nizzolo       | Team Qhubeka-ASSOS    | + 6"     |
| 19      | Nacer Bouhanni        | Arkéa Samsic          | z.t.     |
| 20      | Pascal Ackermann      | BORA-hansgrohe        | z.t.     |